# Adshusheer

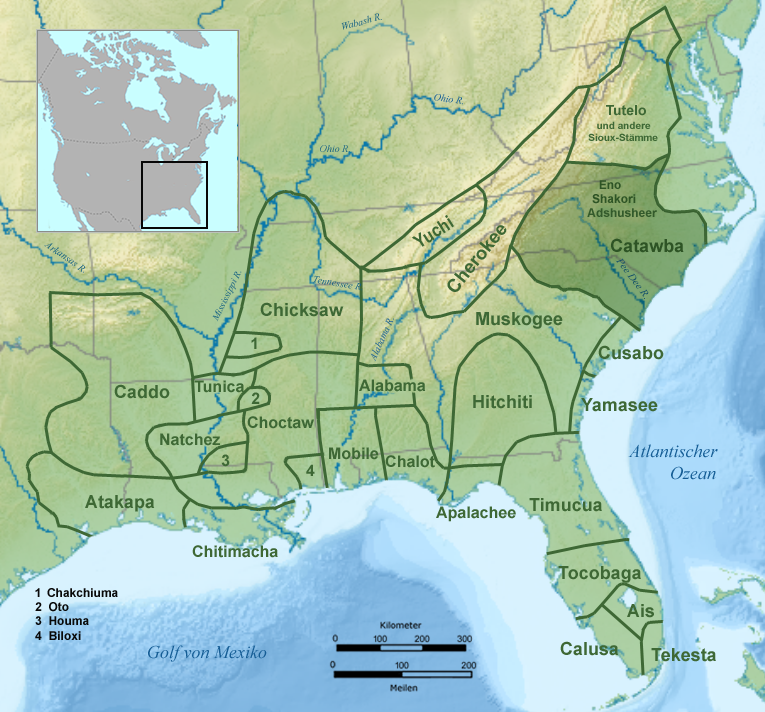
Stammesgebiet der Adshusheer und weiterer östlicher Siouxstämme im 17. Jahrhundert.

Die Adshusheer waren ein nordamerikanischer Indianerstamm aus der Sioux-Sprachfamilie. Sie waren sprachlich und kulturell mit den Stämmen der Eno, Shakori und  anderen östlichen Völkern der Sioux verwandt, deren traditioneller Lebensraum in der Piedmont Region der Appalachen in den heutigen Bundesstaaten Virginia und North Carolina lag. Wissenschaftler vermuten, dass die Sioux einst eine einheitliche große Gruppe im Tal des Ohio Rivers bildeten, die sich später trennte und danach entweder nach Osten oder Westen zog. Die letzten Überlebenden der Adshusheer wurden vermutlich um 1720 von anderen Siouxsprachigen Stämmen aufgenommen und integriert. Der Stamm gilt daher seit dieser Zeit als ausgestorben.

## Geschichte
Die Eno, Adshusheer und Shakori wurden erstmals im Jahr 1654 von Gouverneur Sir George Yeardley von Virginia erwähnt. Yeardley wurde auf seiner Plantage von einem Angehörigen der Tuscarora besucht, der ihm von einem Stamm im Binnenland erzählte, der einer großen Nation namens Cacores (Shakori) angehörte, deren Angehörige von zwergenhafter Statur wären, nicht größer als ein vierzehnjähriger Junge. Doch wären sie außerordentlich mutig und wild im Kampf und listig beim Rückzug, so dass sogar die mächtigen Tuscarora sie nicht besiegen könnten. In ihrer Nähe gäbe es eine zweite wichtige Nation, die von den Tuscarora Haynoke (Eno) genannt wurde. Sie hätten dem Vormarsch der Spanier nach Norden erfolgreich widerstanden.
Der einzige Bericht über die Adshusheer und ihr gleichnamiges Dorf stammt von John Lawson. Lawson war oberster Landvermesser der Kolonie North Carolina und besuchte 1701 im Auftrag der Regierung die Eno und verwandte Stämme. Er befand sich auf einer Reise über den traditionellen indianischen Handelspfad von South Carolina zur Küste Nord Carolinas. Lawson wurde zunächst im Dorf Occaneechi bewirtet, das am Eno River nahe dem heutigen Ort Hillsborough lag. Anschließend besuchte er das 22 km weiter östlich liegende Dorf Adshusheer, das gemeinsam von Angehörigen der Eno, Shakori und Adshusheer bewohnt wurde. Laut Lawson hieß der Häuptling dieser drei Stämme Enoe Will mit seiner Residenz in Adshusheer. Die Adshusheer schienen sich in Körperbau und Lebensweise von ihren Nachbarn zu unterscheiden. Da jedoch von ihrer Sprache kein einziges Wort überliefert wurde, können sie Wissenschaftler nicht als Stamm von anderen Sioux sprechenden Völkern unterscheiden.
Die Konzentration mehrerer vorher separater Stämme in Adshusheer lässt vermuten, dass ihre Anzahl durch Kriege und europäische Krankheiten, gegen die sie keine Abwehrkräfte besaßen, dramatisch geschrumpft war. Gouverneur Alexander Spotswood von Virginia wollte die rund 750 Überlebenden der drei Stämme 1716 dauerhaft in Eno Town ansiedeln, um sie durch ein Fort vor feindlichen Stämmen zu schützen, doch die Gouverneure von North und South Carolina waren dagegen und vereitelten den Plan. Wie viele andere indianische Dörfer in der Region wurde Adshusheer um 1715 verlassen. Der Grund war vermutlich der Feldzug von Colonel James Moore gegen die Tuscarora im Tuscarora-Krieg um 1712 sowie ihre Allianz mit feindlichen Stämmen im Yamasee-Krieg 1715–1717, die zu Vergeltungs-Aktionen der Kolonisten führte.
Von den Adshusheer ist nur sehr wenig bekannt und seit 1720 wurden sie als selbständiger Stamm in keinem Bericht mehr erwähnt. Es ist zu vermuten, dass die letzten Angehörigen entweder von den Catawba oder den Saponi aufgenommen und in deren Stämme integriert wurden. Wissenschaftler nehmen an, dass das Dorf Adshusheer südwestlich der heutigen Stadt Durham am New Hope Creek im Piedmont von North Carolina lag. Dort fanden in den 1930er und 1940er Jahren und zuletzt 2006 archäologische Ausgrabungen statt.